# Sindarin
Sindarin (qya. szaroelfi, inaczej: język sindariński) – sztuczny język opracowany przez J.R.R. Tolkiena, występujący w stworzonej przez niego mitologii Śródziemia. Mieli posługiwać się nim Sindarowie. Fonologia oparta jest w dużej mierze na języku walijskim.

## Historia
Pierwotny język elficki → Język wspólnoeldariński → Język wspólnoteleriński → sindarin
Język ten miał wspólne korzenie z quenyą. Początki wykształcania się sindarinu to czas, kiedy część Eldarów prowadzona przez Elwego nie przeprawiła się przez Morze, a osiadła w Beleriandzie. Tam język ten szybko się zmieniał, gdyż kraina, w której był używany, należała do śmiertelnych:
Po swoim powrocie do Śródziemia sindarin przyjęli również Ñoldorowie i używali go na co dzień, zaś quenya (ich ojczysta mowa) stała się językiem książąt, pieśni i książek (qya. parmalambë). W Drugiej Erze sindarin był używany także przez ludzi z Númenoru, później jego znajomość świadczyła właśnie o númenorejskim pochodzeniu. W Drugiej i Trzeciej Erze sindarinem zaczęli się posługiwać też Nandorowie (wcześniej używali oni języka nandorińskiego).
Cechą charakterystyczną sindarinu jest m.in. możliwość istnienia w nagłosie zbitek dwóch spółgłosek (np. gw, dr, cr, br), co jest zjawiskiem niespotykanym w quenyi. Pojawiają się też w wyrazach jednosylabowych tzw. samogłoski superdługie (â, ê, ô, î, û, ŷ) wymawiane dwa razy dłużej od zwykłych samogłosek długich (tj. á, é, í, ó, ú, ý).
Sindarin długo ewoluował – jego rozwój można przedstawić także w następujący sposób: Pierwotny język elficki (od Przebudzenia do 1105) → Język wspólnoeldariński → Język wspólnoteleriński (do 1150) → protosindariński (1150-1152) → starosindariński (1152-1350) → średniosindariński (1350-1496) → nowosindariński (1496 – ok. 600 PE; trzy dialekty) → późnosindariński (Druga Era – Czwarta Era).
Dodatkowo warto zauważyć, iż powstały jeszcze takie formy sindarinu jak: sindarin Ñoldorów – od 1497 do końca Trzeciej Ery – i sindarin Dúnedainów – od 422 r. Pierwszej Ery do czasów Wojny o Pierścień.
W zamierzeniach Tolkiena sindarin miał być początkowo językiem wykształconym przez Ñoldorów (zwanym wtedy noldorinem), doszedł jednak do wniosku, że w Valinorze nie mogły wykształcić się dwa języki tak różne, jak sindarin i quenya.

## Dialekty nowosindarińskiego
- Doriathrin – język Doriathu (archaiczny)
- Falathrin – dialekt zachodni
- Północny dialekt sindarinu – dialekt Elfów z Mithrim

## Fonologia
| Litera | IPA   | Uwagi |
| ------ | ----- | --- |
| a      | ɑ     | a w ang. father; prawdopodobnie poprawna jest też wymowa polskiego a                                                                             |
| á      | a:    | jak a, ale dwa razy dłużej; brak polskiego odpowiednika                                                                                          |
| ae     | aɛ̯    | jak i w ang. high (ale zakończone raczej na sindarińskie e niż i); brak polskiego odpowiednika                                                   |
| ai     | aj    | pol. aj w maj |
| au     | aw    | pol. au w autor |
| b      | b     | pol. b |
| c      | k     | zawsze jak pol. k |
| ch     | x     | pol. ch |
| chw    | xʍ    | jak ch + hw; brak polskiego odpowiednika |
| d      | d     | pol. d |
| dh     | ð     | jak dźwięczne th w ang. those; brak polskiego odpowiednika                                                                                       |
| e      | ɛ     | ang. e w bed; głoska dość podobna do pol. e |
| é      | ɛ:    | dwa razy dłuższe e |
| ei     | ɛj    | pol. ej |
| f      | f, v  | pol. f, w wygłosie i przed n reprezentuje /v/, np. nef, czyt. /nev/                                                                              |
| g      | g     | pol. g |
| h      | h     | ang. h w hill; brak polskiego odpowiednika |
| hw     | ʍ     | bezdźwięczne w; jak w ang. wheel, whale (tylko wtedy, kiedy ich wymowa różni się od weal, wail); brak polskiego odpowiednika                     |
| i      | i, j  | pol. i; przed samogłoską ma wartość pol. j, np. Ioreth = Joreth                                                                                  |
| l      | l, ʎ  | pol. l, ale pomiędzy e/i a spółgłoską wymawiane jak ʎ (wym. jak li w pol. milion); jest bezdźwięczne po bezdźwięcznych szczelinowych (np. th, f) |
| lh     | l̥     | bezdźwięczne l, jak „l” w otoczeniu spółgłosek bezdźwięcznych (np. „myśl”)                                                                       |
| m      | m     | pol. m |
| n      | n, ŋ  | pol. n, ale przed c i g wymawiane jak ŋ |
| ng     | ŋ, ŋg | zazwyczaj wymawiane jak ŋ (jak n w angina), ale pomiędzy samogłoskami albo przed r, l, w jak ŋg (jak ng w angina)                                |
| o      | ɔ     | pol. o |
| p      | p     | pol. p |
| ph     | f, ff | pol. f, ale jako f: wszędzie tam, gdzie wywodzi się od -pp-;                                                                                     |
| r      | r     | pol. r |
| rh     | r̥     | bezdźwięczne r, jak „r” w otoczeniu spółgłosek bezdźwięcznych (np. „krtań”)                                                                      |
| s      | s     | pol. s |
| t      | t     | pol. t |
| th     | θ     | jak bezdźwięczne th w ang. path; brak polskiego odpwiednika                                                                                      |
| u      | u     | pol. u |
| ú      | u:    | taki sam dźwięk jak u, ale dwa razy dłuższy; brak pol. odpowiednika                                                                              |
| ui     | uj    | pol. uj |
| v      | v     | pol. w; nieużywane na końcu wyrazu; patrz f. |
| w      | w     | pol. ł |
| y      | y     | jak u we fr. vu; brak polskiego odpowiednika |